# Octaver
Ein Octaver ist ein Effektgerät für E-Gitarre und E-Bass im Pedalboard eines Rigs, das dem Ton eine oder mehrere Oktaven über oder unter diesem Ton hinzufügt. Roger Mayer entwickelte das Effektgerät, das zum ersten Mal 1967 von dem Gitarristen Jimi Hendrix eingesetzt wurde. Die Firma Tycobrahe brachte das Gerät als Tycobrahe Octavia auf den Markt.

## Funktionsweise

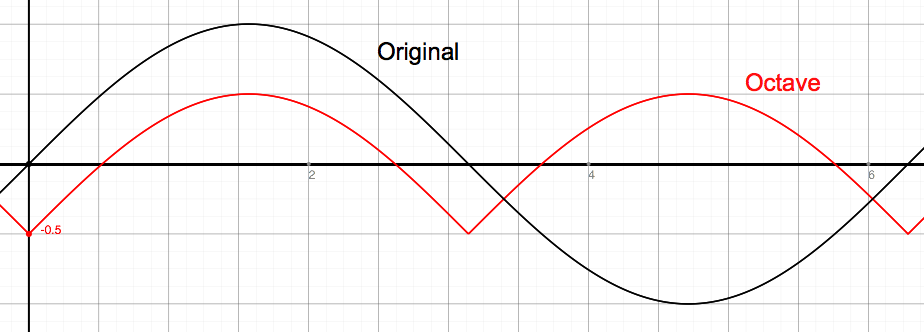
Doppelte Frequenz durch Gleichrichtung

Höhere Oktaven werden analog meist durch den Einsatz eines Brückengleichrichters oder Einweggleichrichters erreicht. Die Gleichrichtung bewirkt, dass die negative Halbschwingung des Signals „nach oben“ klappt. Das neu entstandene Signal kann umgedeutet werden als eine Gleichspannung mit einer überlagerten Wechselspannung, diese hat die doppelte Frequenz des Ursprungssignals.
Bei einem klassischen analogen Octaver für tiefere Oktaven wandelt ein Schmitt-Trigger die sinusähnlichen Töne des Signals in ein Rechtecksignal um, dessen Frequenz dann mit einem Flipflop-Frequenzteiler halbiert oder geviertelt wird. Im Verhältnis 2:1 geteilt, erzeugt der Effekt die erste Sub-Oktave und im Verhältnis 4:1 geteilt die zweite Sub-Oktave.
Diese Verfahren sind simpler als das eines digitalen Pitch-Shifters, denn bei diesem muss das Signal erst den Lesezeiger durchlaufen, welcher Samples entnimmt und dann höher oder tiefer setzt; dadurch erklingen Original-Signal und hinzugefügte Oktave zeitlich leicht versetzt. Bei akkurater Spielweise erklingt dagegen bei analogen Octavern die hinzugefügte Oktave annähernd zeitgleich mit dem ursprünglichen Ton. Analoge Octaver sind monophon, das heißt, es können nur einzelne Töne, nicht jedoch Intervalle und Akkorde oktaviert werden. Bei neueren, digitalen Geräten wie dem BOSS OC-3 oder dem Electro Harmonix POG sind hingegen polyphone Spielweisen möglich.

## Beispiele für den Einsatz eines Octavers

### E-Gitarre
Jimi Hendrix war 1967 der erste, der einen Octaver für Gitarren benutzte. In den Stücken Purple Haze und Fire wurde ein von Roger Mayer in Zusammenarbeit mit Hendrix entwickelter Prototyp verwendet, der eine Oktave über dem gespielten Ton erzeugte. Jeff Beck und Jack White (z. B. Seven Nation Army) sind ebenfalls bekannte Gitarristen, die Octaver benutzt haben.

### E-Bass
Pino Palladino ist ein bekannter Nutzer von Octavern, z. B. in I'm Gonna Tear Your Playhouse Down von Paul Young. Guy Pratt benutzte unter anderem für das Bass-Solo in Like a Prayer von Madonna und im Earth Song von Michael Jackson einen Octaver. An Tony Levins Bass-Sound in Sledgehammer von Peter Gabriel ist neben einem extrem eingestellten Kompressor und einem mit Plektrum gespielten Fretless Bass ein Octaver beteiligt.

## Bekannte Geräte
- Roger Mayer Octavia[1]
- BOSS OC-2
- BOSS OC-3
- EBS OctaBass
- Electro-Harmonix POG Polyphonic Octave
- Ashdown Electric Blue (Verstärker mit eingebautem Octaver)